# Nadějkov
Nadějkov (en allemand : Nadejkow) est une commune du district de Tábor, dans la région de Bohême-du-Sud, en République tchèque. Sa population s'élevait à 739 habitants en 2020.

## Géographie
Nadějkov se trouve à 18 km au nord-ouest de Tábor, à 59 km au nord de České Budějovice et à 64 km au sud de Prague.

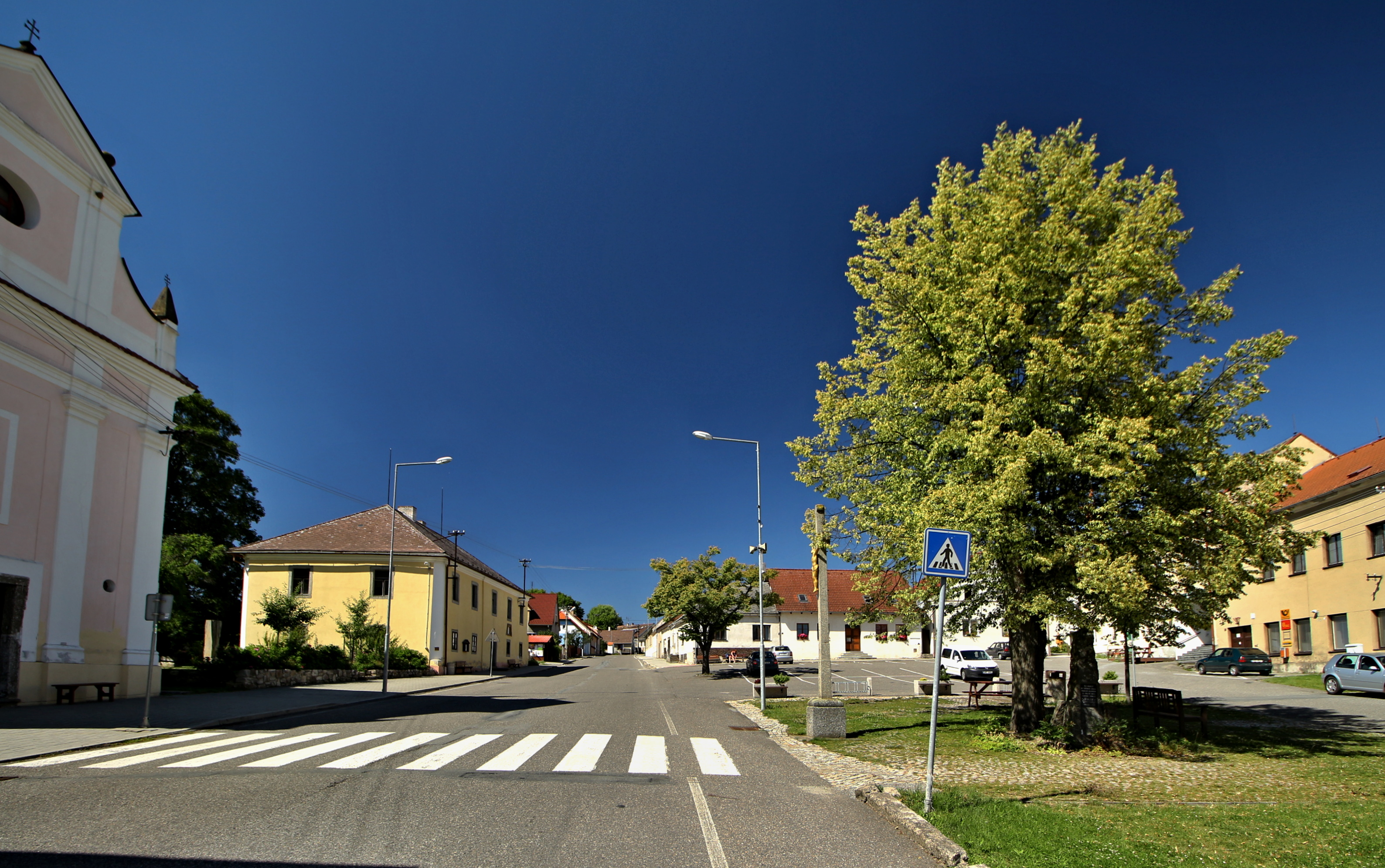
Nadějkov : rue principale.

La commune est limitée par Nechvalice et Sedlec-Prčice au nord, par Jistebnice à l'est, par Božetice au sud, et par Vlksice et Chyšky à l'ouest.

## Histoire
La première mention écrite du village date de 1373.